# Speak Now (Taylor's Version)
Speak Now (Taylor's Version) là album tái thu âm thứ ba của nữ ca sĩ kiêm nhạc sĩ người Mỹ Taylor Swift được phát hành vào ngày 7 tháng 7 năm 2023 bởi Republic Records. Thu âm lại từ album phòng thu thứ ba của cô Speak Now (2010) và là album tái thu âm tiếp theo sau hai bản tái thu âm vào năm 2021 là Fearless (Taylor's Version) và Red (Taylor's Version). Việc tái thu âm cũng chính là một phần trong sự phản đối của cô khi bị lấy tác quyền các sáng tác cho album gốc vào năm 2019. Album đã được Swift thông báo trong chuyến lưu diễn hòa nhạc năm 2023 The Eras Tour của cô tại Nashville, Tennessee.
Tổng cộng 22 ca khúc trong album được sáng tác bởi Swift kiêm vai trò đồng sản xuất với Christopher Rowe. Trong số đó có 16 ca khúc được tái thu âm từ bản gốc và 6 ca khúc "From the Vault" vốn chưa được phát hành trước đó. Album cũng là thành quả hợp tác giữa cô và các nhạc sĩ như Aaron Dessner và Jack Antonoff. Album có sự góp mặt của hai nghệ sĩ bao gồm Fall Out Boy và Hayley Williams. Là một album country pop, Speak Now (Taylor's Version) có phong cách âm nhạc khá đa dạng khi chịu ảnh hưởng từ các thể loại nhạc rock và pop-punk pha trộn với phong cách emo, pop, gothic và alt-rock. Những ca khúc trong album đều được đặc trưng bởi nhiều tiếng guitar khác nhau như guitar điện và guitar acoustic, những nhịp trống nặng nề và những nốt dây đậm chất giao hưởng. Nhìn chung, album khá lỏng lẻo về mặt chủ đề khi nó kể về những lời tỏ tình mơ màng, những dấu hiệu thay đổi của cảm xúc thường xảy ra trong thời niên thiếu của Swift.
Album đã nhận được nhiều đánh giá tích cực từ các nhà phê bình âm nhạc, họ ca ngợi phần sáng tác khá hấp dẫn về mặt cảm xúc và thể hiện giọng hát rõ khỏe khoắn trong album, trong khi một số người coi phần lời bị tranh cãi đã được chỉnh sửa lại trong bài "Better than Revenge" là không cần thiết. Ngoài ra, album cũng gặt hái được nhiều thành công về mặt thương mại khi phá kỷ lục trên Spotify toàn cầu về album có số lượt phát trực tuyến trong một ngày nhiều nhất năm 2023 cũng như đạt vị trí quán quân ở các bảng xếp hạng tại Hoa Kỳ, Úc, Canada, Vlaanderen, Ireland, Hà Lan, New Zealand, Tây Ban Nha và Vương quốc Anh.
Với hơn nửa triệu bản được bán ra trong ngày đầu tiên, Speak Now (Taylor's Version) đánh dấu album quán quân lần thứ 12 của Swift trên bảng xếp hạng Billboard 200, phá vỡ kỷ lục của Barbra Streisand về nhiều album quán quân nhất của một nghệ sĩ nữ. Toàn bộ 22 bài hát của album đều ra mắt trên bảng xếp hạng Billboard Hot 100, trong số đó có ca khúc "I Can See You" đứng ở vị trí thứ 5.

## Bối cảnh
Lần đầu tiên tôi thực hiện album "Speak Now" là khi tôi còn đang ở độ tuổi từ 18 đến 20. Những bài hát ra đời từ thời điểm đó được đánh dấu trong cuộc đời của tôi như một sự trung thực tàn nhẫn, những lời thổ lộ mơ hồ và bâng khuâng hoang dại. Tôi yêu album này bởi vì nó kể câu chuyện về quá trình trưởng thành, lúng túng, bay bổng, đâm sầm vào tình yêu... và đã giúp tôi sống để muốn nói về nó.— Swift đánh giá về album Speak Now trên trang Twitter cá nhân

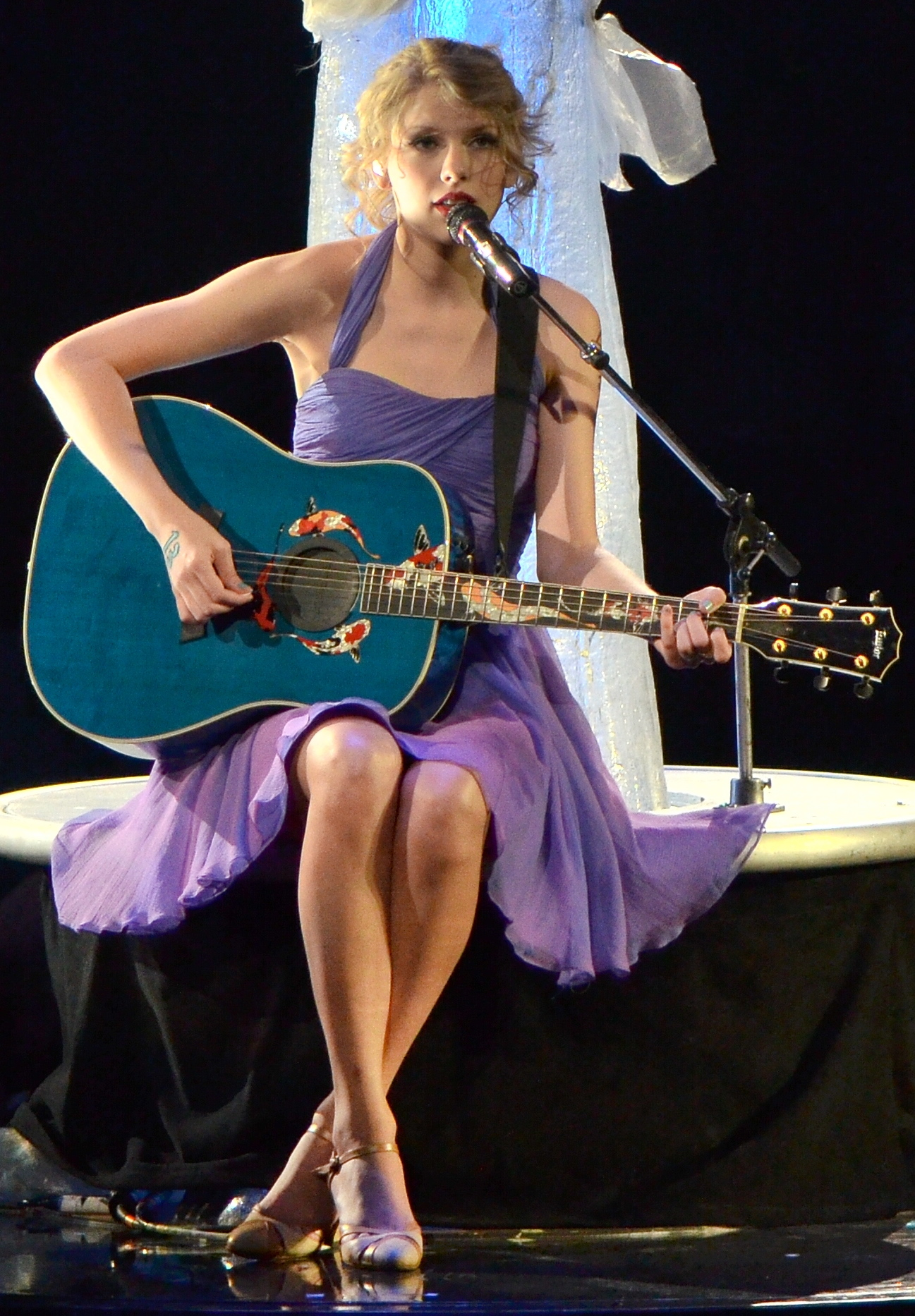
Swift biểu diễn trong chuyến lưu diễn Speak Now World Tour (2011–2012)

Vào ngày 25 tháng 10 năm 2010, Taylor Swift đã chính thức ra mắt album phòng thu thứ ba, Speak Now do hãng thu âm Big Machine Records phát hành. Là một album country pop và pop rock cũng như phần lớn đều được sáng tác bởi Swift, Speak Now đã nhận được nhiều đánh giá tích cực từ các nhà phê bình âm nhạc đồng thời cũng được công chúng đón nhận rộng rãi. Album đã bán được hơn 1 triệu bản chỉ trong tuần đầu tiên phát hành tại Hoa Kỳ, trở thành album bán chạy nhất trong tuần đầu tiên đối với một nữ nghệ sĩ nhạc country, đây cũng là album có tuần bán triệu bản đầu tiên trong sự nghiệp của Swift, một kỳ tích mà cô có thể sẽ tiếp tục lặp lại thêm bốn lần nữa. Speak Now đã đạt kỷ lục Guinness thế giới khi trở thành album bán chạy nhất Hoa Kỳ của một nữ nghệ sĩ đồng quê. Tại Giải Grammy lần thứ 54 (2012), đĩa đơn "Mean" trong album đã giành được giải với hạng mục Trình diễn đơn ca đồng quê xuất sắc nhất và Bài hát đồng quê hay nhất.

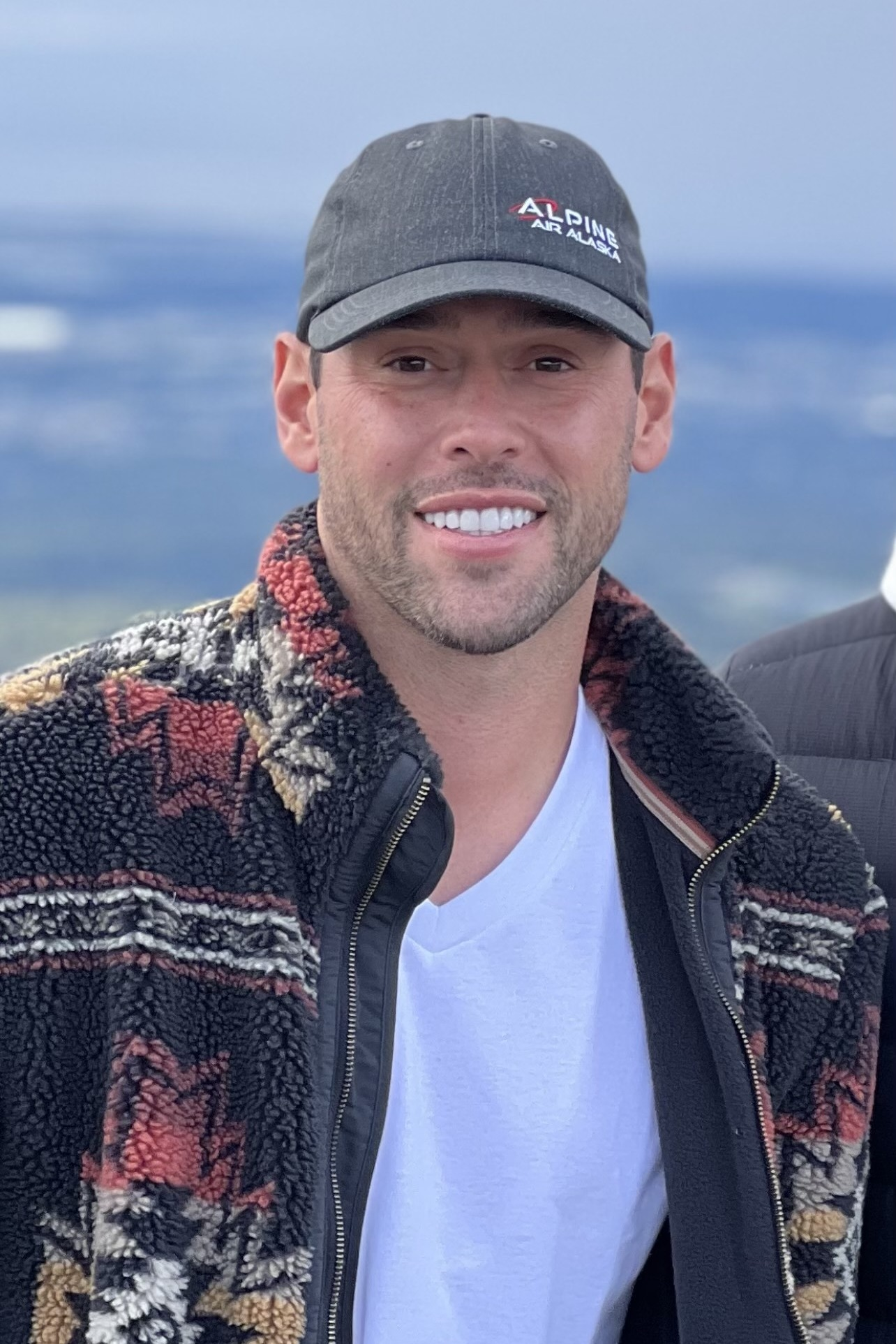
Scooter Braun, người đã mua lại sáu album đầu tiên của Swift.

Trong khoảng thời gian từ năm 2006 đến năm 2017, Taylor Swift đã phát hành tổng cộng sáu album phòng thu dưới hãng thu âm Big Machine. Vào tháng 11 năm 2018, hợp đồng với hãng đã chính thức hết hạn. Cô đã rời khỏi Big Machine và đã ký hợp đồng với hãng thu âm mới Republic Records, công ty đã đảm bảo cho cô rằng là sẽ bảo vệ cho quyền sở hữu bản gốc từ những bài hát mới mà cô sẽ phát hành. Vào năm 2019, một doanh nhân người Mỹ tên là Scooter Braun đã mua lại hãng thu âm Big Machine. Sau khi mua lại hãng, quyền sở hữu bản gốc đối với tất cả sáu album phòng thu đầu tiên của Swift, bao gồm cả album Speak Now cũng đã được Braun mua lại. Vào tháng 8 năm 2019, Swift đã tố cáo việc Braun mua lại cả sáu album trên đồng thời cũng thông báo rằng cô sẽ thu âm lại cả sáu album phòng thu đầu tiên để tự mình sở hữu các bản gốc của chúng. Vào tháng 11 năm 2020, Braun đã bán lại các bản gốc cho công ty Shamrock Holdings, một công ty cổ phần tư nhân của Mỹ thuộc sở hữu của di sản của Disney, đồng thời cũng thêm một điều kiện rằng Braun và Ithaca Holdings sẽ tiếp tục thu lại lợi nhuận tài chính từ các album trên. Swift đã bắt đầu thu âm lại album từ tháng 11 năm 2020.
Fearless (Taylor's Version), album tái thu âm đầu tiên của cô đã chính thức được phát hành vào ngày 9 tháng 4 năm 2021. Chỉ 7 tháng sau, album Red (Taylor's Version) đã được phát hành vào ngày 12 tháng 11 năm 2021. Cả hai album đều đã gặt hái được nhiều thành công từ cả mặt thương mại lẫn giới phê bình khi đều đứng đầu bảng xếp hạng Billboard 200. Fearless (Taylor's Version) trở thành album tái thu âm đầu tiên trong lịch sử đứng đầu bảng xếp hạng trong khi toàn bộ đĩa đơn trong album đều đã lọt vào top 10 trong bảng xếp hạng Billboard Hot Country Songs, với đĩa đơn quán quân là "Love Story (Taylor's Version)". Phiên bản dài 10 phút từ ca khúc "All Too Well" đã được tái thu âm trên album Red (Taylor's Version) trở thành ca khúc đứng đầu bảng xếp hạng với thời lượng lâu nhất trong lịch sử Billboard Hot 100 đồng thời ca khúc đã làm ra một bộ phim ngắn do chính Swift đạo diễn, bộ phim đã giành giải Grammy cho Video âm nhạc xuất sắc nhất tại lễ trao giải lần thứ 65.

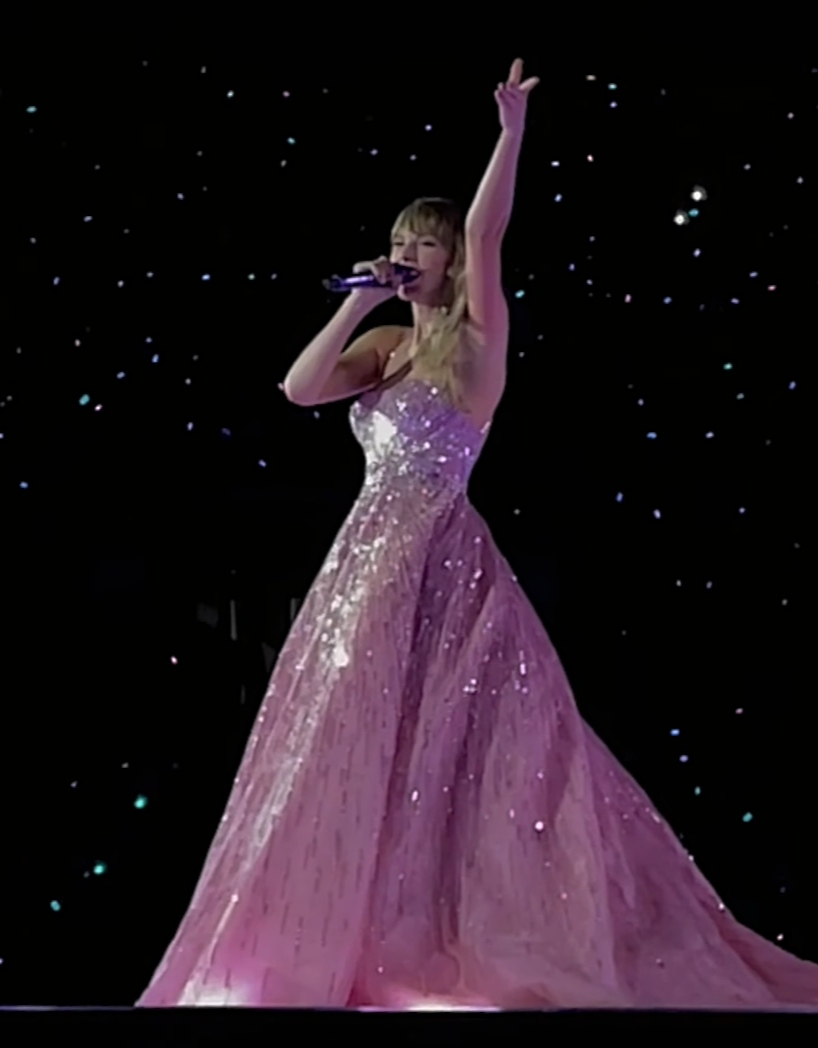
Taylor Swift vào tháng 4 năm 2023, vài tuần trước khi công bố album.

Những tin đồn về việc cô sẽ tiếp tục tái thu âm cho album phòng thu Speak Now đã xuất hiện trong khoảng thời gian từ khoảng tháng 11 năm 2021, sau khi cô phát hành bản tái thu âm Red (Taylor's Version), khi album đã đề cập đến các từ khóa từ kỷ nguyên 2010 và trên các bài đăng trên mạng xã hội. Những video âm nhạc cho ca khúc "Bejeweled" và "Lavender Haze" từ album Midnights phát hành vào năm 2022 và 2023 có chứa nhiều ẩn ý tương ứng với Trứng phục sinh nhằm ám chỉ đến album Speak Now. Các giả thuyết trên từ những người hâm mộ ngày càng được củng cố sau khi chuyến lưu diễn  năm 2023 The Eras Tour bắt đầu. Từ những chiếc vòng tay nhiều màu nhấp nháy ánh tím mà những người tham dự đã nhận được ở cuối mỗi buổi biểu diễn, trong một bài đăng về buổi biểu diễn cho ca khúc "Speak Now", cô đã sử dụng biểu tượng cảm xúc hình trái tim màu tím trên mạng xã hội truyền thông chỉ vài ngày trước khi công bố. Trong một chương trình truyền hình vào tháng 4 năm 2023, Swift đã khẳng định rằng trước đây cô đã từng suy nghĩ về một album cụ thể khi cô nói "một trong những album của tôi đã ở trong tâm trí tôi rất nhiều... rất nhiều điều vẫn còn đang diễn ra trong đầu tôi khi tôi nghĩ về nó".
Vào ngày 5 tháng 5 năm 2023, tại buổi biểu diễn Nashville đầu tiên trong chuyến lưu diễn The Eras Tour, Swift đã chính thức thông báo về album tái thu âm tiếp theo là Speak Now (Taylor's Version), đồng thời cô cũng thông báo về ngày phát hành của album là ngày 7 tháng 7 năm 2023, Thông báo trên của cô nhằm để tạo thêm tiền đề cho việc cô bắt đầu chơi một "bài hát bất ngờ", một bản acoustic của ca khúc thứ hai trong album gốc là "Sparks Fly"; đồng thời, nhiều ngọn đèn dọc theo cây cầu John Seigenthaler bắt đầu chuyển sang màu tím. Vào ngày hôm sau, cô đã đăng một bài đăng nói về album này trên mọi nền tảng mạng xã hội, viết rằng "Tôi yêu album này bởi vì nó kể câu chuyện về quá trình trưởng thành, lúng túng, bay bổng, đâm sầm vào tình yêu... và đã giúp tôi sống để muốn nói về nó". Swift nhấn mạnh những khó khăn mà cô đã từng phải đối mặt trong cuộc sống của mình trong thời gian mà cô viết bản ghi, trong đó có "sự trung thực tàn nhẫn, những lời thổ lộ mơ hồ và sự bâng khuâng hoang dại".

## Sáng tác
Album có tổng cộng 22 bài hát, trong số đó có 16 bài hát được tái thu âm từ bản album gốc (14 bài hát từ bản tiêu chuẩn, 2 bài hát từ bản cao cấp là ca khúc "Ours" và "Superman"). Sáu bài hát còn lại của album có thêm nhan đề "from the Vault", sáu bài hát này đã chưa được phát hành trước đó mặc dù đã được viết từ album Speak Now nhưng lại không thể vượt qua vòng kiểm duyệt để cho vào danh sách ca khúc vào năm 2010. Để thể hiện tính nghệ thuật chính trực của mình, cô đã sáng tác và thu âm cho toàn bộ ca khúc trong album.
Christopher Rowe chịu trách nhiệm sản xuất cho 16 ca khúc, 6 ca khúc "From the Vault" còn lại đều được sản xuất bởi Swift cùng với những cộng tác viên lâu năm là Aaron Dessner và Jack Antonoff. Hai ca khúc vault là "Electric Touch" và "Castles Crumbling" đều có sự góp mặt của ban nhạc rock Mỹ Fall Out Boy và ca sĩ kiêm nhạc sĩ người Mỹ Hayley Williams, trưởng nhóm của ban nhạc Paramore. Album phần lớn vẫn giữ nguyên toàn bộ lời gốc, ngoại trừ một câu trong đoạn điệp khúc của bài hát "Better than Revenge": "she's better known for the things that she does on the mattress" gây ra nhiều sự tranh cãi, đã được thay thế bằng câu "he was a moth to the flame, she was holding the matches". Nhiều hãng tin tức và các nhà báo âm nhạc trong buổi ra mắt nghe thử đã khẳng định album có chất lượng âm thanh tốt hơn, chất lượng guitar "dày hơn" và toàn bộ âm thanh đều được nâng cao nhiều hơn so với bản gốc.

## Âm nhạc
Là sản phẩm nhạc rock có một không hai của Swift, album có phong cách âm nhạc khá đa dạng khi mang âm hưởng từ thể loại nhạc đồng quê đặc trưng, pop rock và chịu ảnh hưởng từ các thể loại nhạc pop punk, emo, gothic rock và alt-rock. Ngoài ra, nhà phê bình Alex Berry từ tạp chí Clash đã gọi album là thành quả của sự kết hợp nhuần nhuyễn giữa nhạc rock, đồng quê và nhạc pop. Với các giai điệu được đặc trưng bởi những tiếng guitar điện đầy sôi động pha trộn với nhịp trống dồn dập, những yếu tố giao hưởng và những đoạn điệp khúc bùng nổ. Một album khá lỏng lẻo về mặt chủ đề, Speak Now (Taylor's Version) phần lớn kể về "những lời thổ lộ hoang dại". Được lấy cảm hứng từ cuộc sống của Swift trong độ tuổi từ 18 đến 20, album như một cuốn tự truyện khai thác về những nỗi lo lắng trong giai đoạn thanh thiếu niên và các quan điểm của cô về cuộc sống, sự lãng mạn và sự nghiệp sau này.

### Bài hát
Nhiều nhà phê bình đều khẳng định sáu bài hát vault trong album gần như phù hợp với bối cảnh "sơ khai" của nhạc pop-rock trong album gốc Speak Now. Nhạc phẩm "Electric Touch", kết hợp với Fall Out Boy là một bài hát đậm vị pop-punk với những nốt cao vút đậm chất điện ảnh (Cinematic) và tiếng guitar nặng nề không rõ ràng kết hợp với những nhịp trống theo kỹ thuật crescendo. Giọng ca "mềm mại" của Swift hòa lẫn với giọng hát sắc bén của Patrick Stump. Ca khúc kể về những nỗi lo lắng, bi quan khi lần đầu hẹn hò. Bài hát "When Emma Falls in Love" được dẫn dắt từ những dòng dương cầm khá êm dịu kèm theo các nốt đàn băng cầm bắt tai, ca khúc theo chân về cuộc sống của một người bạn của Swift, nữ diễn viên người Mỹ Emma Stone có thể là nguồn cảm hứng để cô sáng tác ca khúc. Được pha trộn từ những bản ballad piano đầy nghiêm trang và mang âm hưởng từ những bản đồng quê. Các đặc điểm trong bài hát đã được so sánh cùng tương đồng với những album mang tính hư cấu như Folklore và Evermore.
"I Can See You" là một bài hát mang chất liệu indie rock có phong cách nhạc funk và surf rock. Mở đầu là một đoạn riff guitar đầy nứt động ("choppy") với tiếng khúc khuỷu đầy sắc sảo của cây guitar bass. Lời bài hát đa số ám chỉ bóng gió hoặc mang tính Khiêu gợi tình dục. "Castles Crumbling" là một bản song ca giữa Swift và Williams, với kết cấu lời hát trong ca khúc "Nothing New" từ album Red (Taylor's Version), ca khúc mô tả phải đối mặt với những suy nghĩ ảo tưởng nếu đánh mất đi sự quan tâm của người hâm mộ, những cảm xúc lo lắng được khai thác triệt để qua sự kiểm soát được xây dựng khi Swift và Williams còn ở tuổi thanh thiếu niên và có thể bùng nổ bất cứ lúc nào. "Foolish One" mô tả Swift đang tự trừng phạt bản thân vì sự ngây thơ của chính mình và đối mặt với khía cạnh "lãng mạn vô vọng" của cô với thực tế tàn nhẫn, bài hát buồn ngản này chứa những đoạn guitar acoustic và những nhịp đập điện tử đầy mê hoặc. Nhạc phẩm ballad cuối cùng, "Timeless" mô tả Swift tìm thấy những bức ảnh cũ của các cặp đôi trong một cửa hàng đồ cổ và tự đặt mình trong thế giới của những cặp đôi đó. Bài hát chứa những tiếng organ rả rích kèm thêm tiếng acoustic trầm tĩnh pha trộn với sự bồi hồi và vui vẻ từ tiếng sáo với ukulele.

## Phát hành
Speak Now (Taylor's Version) được phát hành vào ngày 7 tháng 7 năm 2023, đánh dấu album tái thu âm lần thứ ba của Swift. Để bảo đảm cho album sẽ hoàn toàn do chính cô sáng tác, ca khúc tái thu âm "If This Was a Movie", một bài hát đã từng nằm trong bản album cao cấp nhưng lại phát hành dưới dạng đĩa đơn quảng bá đồng thời được đưa vào EP tổng hợp độc quyền The More Fearless (Taylor's Version) Chapter vào ngày 17 tháng 3 năm 2023. Phiên bản đĩa than tiêu chuẩn của album Speak Now (Taylor's Version) đã được xác nhận sẽ là một bộ ba LP màu tím cẩm thạch. Ngoài ra, hai phiên bản đĩa than màu hoa cà cẩm thạch và đĩa than màu lan tím cẩm thạch độc quyền cũng đã công bố là sẽ được phát hành.
Vào ngày 5 tháng 6, danh sách bài hát trong album đã chính thức được công bố. Trong danh sách có hé lộ những nghệ sĩ nổi tiếng như ban nhạc Fall Out Boy và ca sĩ Hayley Williams sẽ cùng hợp tác với album lần này, Swift đã từng trả lời rằng hai nghệ sĩ trên đã ảnh hưởng "mạnh mẽ" đến chất trữ tình của cô khi viết cho album này, chính vì vậy nên lần này cô đã yêu cầu họ góp mặt trong phiên bản tái thu âm. Vào ngày 24 tháng 6, Swift đăng tải một đoạn video chia sẻ có ca khúc "Mine (Taylor's Version)" trên mạng xã hội nhằm để thông báo 13 ngày trước khi phát hành album. Trong đoạn trailer của loạt phim Mùa Hè Tôi Trở Nên Xinh Đẹp mùa thứ 2 được công bố vào ngày 29 tháng 6 có xuất hiện một vài đoạn của ca khúc "Back to December (Taylor's Version)".
Trong chuyến lưu diễn Eras Tour tại thành phố Kansas, Swift đã công chiếu cho video âm nhạc của bài hát I Can See You vào ngày 7 tháng 7 năm 2023. Video sau đó đã được đăng trên kênh YouTube của cô vào ngày hôm sau. Được chỉ đạo và viết kịch bản bởi Swift, video có sự tham gia của cô cùng nhiều diễn viên như Presley Cash và hai diễn viên đã từng xuất hiện trước đó trong video ca nhạc của bài "Mean" là Taylor Lautner và Joey King. Vào ngày 13 tháng 7 năm 2023, Swift đã phát hành phiên bản cao cấp của Speak Now (Taylor's Version) dưới dạng kỹ thuật số, trong phiên bản có các bản ghi âm trực tiếp từ bài "Dear John" và bài "Last Kiss" trong chuyến biểu diễn tại Eras Tour.

### Đánh cắp bản sao
Vào ngày 9 tháng 6 năm 2023, một nhà bán lẻ tạm thời đến từ Le Mans, Pháp đã bị bắt sau khi phát hiện đối tượng đã đánh cắp 10 bản đĩa than của Speak Now (Taylor's Version) từ nhà kho và đã bán chúng trên Leboncoin với giá €50 mỗi bản. Đối tượng trước đó đã từng bị kết án 8 tháng tù giam với 24 tội về trộm cắp, phá hoại, buôn bán ma túy, gian lận và nhiều tội danh khác. Công tố viên sau đó đã công bố rằng chỉ còn có tám bản chưa được bán trong khi họ không biết rõ tung tích của hai bản còn lại. Trước khi Swift công bố tựa đề của những ca khúc trong album, toàn bộ thông tin về bìa sau của album đã bị rò rỉ trực tuyến.

## Đánh giá chuyên môn
| Đánh giá chuyên môn  | Đánh giá chuyên môn |
| Điểm trung bình      | Điểm trung bình     |
| Nguồn                | Đánh giá            |
| -------------------- | ------------------- |
| AnyDecentMusic?      | 7.6/10              |
| Metacritic           | 81/100              |
| Nguồn đánh giá       |                     |
| Nguồn                | Đánh giá            |
| Rolling Stone UK     | [ 33 ]              |
| American Songwriter  | [ 34 ]              |
| The Independent      | [ 61 ]              |
| Clash                | 8/10                |
| The Daily Telegraph  | [ 62 ]              |
| The Times            | [ 63 ]              |
| i                    | [ 64 ]              |
| The Line of Best Fit | 7/10                |
| Slant                | [ 65 ]              |
| AllMusic             | [ 66 ]              |
| The Guardian         | [ 42 ]              |
| Pitchfork            | 7.5/10              |

Speak Now (Taylor's Version) nhận được nhiều phản hồi tích cực từ phía các nhà phê bình âm nhạc. Trên Metacritic, một trang mạng tổng hợp điểm đánh giá trung bình của các nhà phê bình với thang điểm 100, album nhận được 80 điểm dựa trên 14 bài đánh giá. Mark Sutherland từ tạp chí Rolling Stone UK đã chấm cho album 5/5 sao và cho rằng "những sức mạnh từ các nguyên tố và những nỗi đau âm ỉ đã khiến cho Speak Now có thể trở thành một kỷ lục đáng nổi bật mà vẫn giữ nguyên bản chất một cách đáng kinh ngạc". Maura Johnston thì lại khẳng định, Speak Now (Taylor's Version) có cái nhìn mở rộng và khai thác hình ảnh về một album mang tính bước ngoặt khi chất lượng sản xuất của album đỡ hơn bản gốc.
Nhiều độc giả từ nhiều phương tiện khác nhau như Annabel Nugent từ tờ báo The Independent, Poppie Platt từ tờ The Daily Telegraph,, Will Hodgkinson từ tờ The Times Rachel Caroll từ trang PopMatters và Stephen Erlewine từ trang AllMusic, đều phong tặng cho album 4/5 sao và ca ngợi về quá trình sản xuất và kỹ thuật phối nhạc của album trở nên sắc nét hơn, giọng hát của Swift có thêm sắc thái và đè nặng cảm xúc, trữ tình và mạnh mẽ hơn so với bản gốc.
Alex Hopper từ tờ American Songwriter và Kelsey Barnes từ trang The Line of Best Fit đều ca ngợi album có tính xúc tác và thể hiện đúng phong cách tuổi teen. Nhà phê bình Bobby Olivier từ tạp chí Spin khẳng định rằng, anh thích cái phong cách "chất rock sang trọng" trong album và "giọng ca có diện mạo trưởng thành" của Swift.
Tuy vậy, vấn đề về lời ca của bài "Better Than Revenge" vẫn còn là chủ đề bàn tán. Một số độc giả không đồng ý và cho hành động đó là không cần thiết, một số độc giả lại đánh giá cao và cho rằng nó phù hợp với quan điểm hiện tại của Swift với tư cách là một người phụ nữ trưởng thành. Laura Snapes từ tờ The Guardian và Vrinda Jagota từ trang Pitchfork lại cho giọng hát của Swift mặc dù có vẻ nhiều tính "đậm đà" hơn so với bản gốc nhưng lại mất đi "sự trẻ trung" dù được coi là chất giọng "nhất quán" ấn tượng của album.

## Diễn biến thương mại
Trong ngày đầu tiên phát hành, Speak Now (Taylor's Version) nhanh chóng đạt vị trí đầu bảng trên bảng xếp hạng iTunes ở 125 quốc gia, phá vỡ mọi kỷ lục về album quán quân nhiều nhất trên lịch sử nền tảng này. Trên Spotify, album đã phá kỷ lục về số lượt phát trực tuyến nhiều nhất trong năm 2023 với 126,3 triệu lượt phát chỉ trong một ngày. Trở thành album được phát trực tuyến nhiều thứ hai của một nữ nghệ sĩ chỉ trong một ngày, đứng sau album Midnights của chính cô vào năm 2022.
Tại Hoa Kỳ, Speak Now (Taylor's Version) đứng đầu bảng xếp hạng Billboard 200 trong hai tuần đầu tiên phát hành. Album cũng đã kiếm được hơn 575,000 đơn vị album tương đương tại Hoa Kỳ chỉ trong bốn ngày đầu tiên ra mắt, bao gồm hơn 400,000 bản album đã bán (trong đó có 225,000 là bản đĩa than LP), đánh dấu tuần tiêu thụ album cao nhất trong năm 2023 cũng như là tuần bán đĩa than lớn thứ hai trong lịch sử Hoa Kỳ, chỉ đứng sau album Midnights. Album cũng ra mắt ở vị trí quán quân trên bảng xếp hạng Billboard 200 với hơn 716,000 đơn vị album tương đương, trong số đó có 507,000 bản được tiêu thụ, album đạt ngưỡng doanh thu trong tuần lớn nhất của một album nhạc đồng quê kể từ tháng 12 năm 2014, giúp Swift lập kỷ lục mới trong số các nghệ sĩ nữ có nhiều album quán quân nhất trong lịch sử với 12 album và nhiều năm liên tiếp có album quán quân mới với 5 album đồng thời cũng vượt mặt qua Barbra Streisand và Miley Cyrus để trở thành nghệ sĩ nữ đầu tiên có 4 album lọt vào top 10 cùng một lúc, album cũng giúp cô trở thành nghệ sĩ nữ và cũng là nghệ sĩ còn sống đầu tiên lọt vào bảng xếp hạng Billboard 200 với 11 album cùng một lúc (chỉ đứng sau The Beatles và Prince), và là nghệ sĩ đầu tiên có 9 album tiêu thụ được ít nhất 500,000 bản chỉ trong vòng một tuần. Tất cả 22 bài hát từ Speak Now (Taylor's Version) đều ra mắt trên bảng xếp hạng Billboard Hot 100, khiến Swift vượt mặt cả Glee để trở thành nghệ sĩ có số bài hát nhiều nhất trên bảng xếp hạng Hot 100 với 212 bài. Speak Now (Taylor's Version) cũng giúp Swift có được album thứ tám đạt ngôi quán quân trên bảng xếp hạng Top Country Albums của Billboard cũng như toàn bộ bài hát trong album đã lọt vào bảng xếp hạng Hot Country Songs với 7 bài nằm trong top 10.
Tại Vương quốc Anh, Speak Now (Taylor's Version) ra mắt ở ngôi đầu bảng xếp hạng UK Albums Chart với 67,000 bản được bán ra, vượt qua cả album gốc khi đứng ở vị trí thứ sáu và doanh số gấp đôi với doanh số trong tuần đầu tiên phát hành. Album đã giúp Swift vượt mặt Madonna để trở thành nữ nghệ sĩ đầu tiên có 10 album quán quân tại nhanh nhất. Tại Úc, album đã đạt ngôi quán quân trên bảng xếp hạng ARIA Albums Chart, thay thế Midnights khỏi vị trí đầu bảng và trở thành album quán quân thứ 11 của Swift khiến cô trở thành nghệ sĩ đầu tiên tự thay thế chính mình ở vị trí quán quân. 15 bài hát trong album cũng đã lọt vào bảng xếp hạng ARIA Singles Chart với ba ca khúc lọt vào top 10.

## Ảnh hưởng

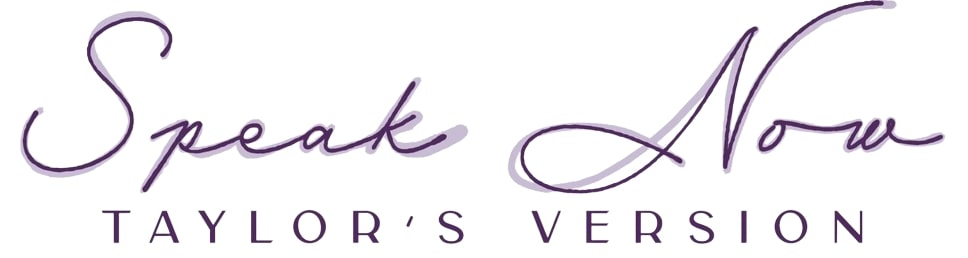
Biểu trưng của album tái thu âm. Được sử dụng nhiều lần trong các đợt quả bá cho album.

Vào ngày 7 tháng 7 năm 2023, công ty Dairy Queen đã phát hành một loại kem với hương vị "Blizzard" được lấy cảm hứng từ màu sắc trong album Speak Now (Taylor's Version). Vào ngày 10 tháng 7 năm 2023, nhiều chi nhánh của Cục Điều tra Liên bang (FBI) trên khắp thủ đô Washington, D.C. đã phát hành một tấm áp phích theo phong cách của Speak Now (Taylor's Version) với mục đích khuyến khích những người dùng mạng xã hội nên chia sẻ những lời khuyên liên quan đến nhiều hoạt động tội phạm có thể xảy ra, thay thế cho danh sách bài hát bằng các hành vi tội phạm như khủng bố, tội phạm ảo, phản gián, quyền công dân, tham nhũng công, vũ khí hủy diệt hàng loạt, tội phạm có tổ chức, tội phạm bạo lực và tội phạm cổ cồn trắng.

## Danh sách ca khúc
Tất cả các ca khúc được viết bởi Taylor Swift và Christopher Rowe.
| Bản tiêu chuẩn   | Bản tiêu chuẩn                                    | Bản tiêu chuẩn                | Bản tiêu chuẩn |
| STT              | Nhan đề                                           | Sản xuất                      | Thời lượng     |
| ---------------- | ------------------------------------------------- | ----------------------------- | -------------- |
| 1.               | "Mine"                                            | Taylor Swift Christopher Rowe | 3:51           |
| 2.               | "Sparks Fly"                                      | Taylor Swift Christopher Rowe | 4:21           |
| 3.               | "Back to December"                                | Taylor Swift Christopher Rowe | 4:54           |
| 4.               | "Speak Now"                                       | Taylor Swift Christopher Rowe | 4:02           |
| 5.               | "Dear John"                                       | Taylor Swift Christopher Rowe | 6:45           |
| 6.               | "Mean"                                            | Taylor Swift Christopher Rowe | 3:58           |
| 7.               | "The Story of Us"                                 | Taylor Swift Christopher Rowe | 4:27           |
| 8.               | "Never Grow Up"                                   | Taylor Swift Christopher Rowe | 4:52           |
| 9.               | "Enchanted"                                       | Taylor Swift Christopher Rowe | 5:53           |
| 10.              | "Better than Revenge"                             | Taylor Swift Christopher Rowe | 3:40           |
| 11.              | "Innocent"                                        | Taylor Swift Christopher Rowe | 5:01           |
| 12.              | "Haunted"                                         | Taylor Swift Christopher Rowe | 4:05           |
| 13.              | "Last Kiss"                                       | Taylor Swift Christopher Rowe | 6:09           |
| 14.              | "Long Live"                                       | Taylor Swift Christopher Rowe | 5:17           |
| 15.              | "Ours"                                            | Taylor Swift Christopher Rowe | 3:55           |
| 16.              | "Superman"                                        | Taylor Swift Christopher Rowe | 4:34           |
| 17.              | "Electric Touch" (hợp tác với Fall Out Boy)       | Taylor Swift Aaron Dessner    | 4:26           |
| 18.              | "When Emma Falls in Love"                         | Taylor Swift Aaron Dessner    | 4:12           |
| 19.              | "I Can See You"                                   | Taylor Swift Jack Antonoff    | 4:33           |
| 20.              | "Castles Crumbling" (hợp tác với Hayley Williams) | Taylor Swift Jack Antonoff    | 5:06           |
| 21.              | "Foolish One"                                     | Taylor Swift Aaron Dessner    | 5:11           |
| 22.              | "Timeless"                                        | Taylor Swift Jack Antonoff    | 5:21           |
| Tổng thời lượng: | Tổng thời lượng:                                  | Tổng thời lượng:              | 1:44:33        |

| Bản cao cấp      | Bản cao cấp                                 | Bản cao cấp      | Bản cao cấp |
| STT              | Nhan đề                                     | Sản xuất         | Thời lượng  |
| ---------------- | ------------------------------------------- | ---------------- | ----------- |
| 23.              | "Dear John" (bản trực tiếp tại Minneapolis) | Taylor Swift     | 7:09        |
| 24.              | "Last Kiss" (bản trực tiếp tại Kansas City) | Taylor Swift     | 6:12        |
| Tổng thời lượng: | Tổng thời lượng:                            | Tổng thời lượng: | 1:58:27     |

Ghi chú
- Tất cả các bài hát trong album đều được gắn thêm từ "Taylor's Version"; Các bài hát từ ca khúc số 17–22 được gắn thêm từ "From the Vault".[83]
- Gói CD của album gồm có hai đĩa; một đĩa chứa những bản nhạc theo số thứ tự 1 đến 16 và đĩa còn lại có những bản nhạc theo thứ tự 17 đến 22.

## Đội ngũ thực hiện
Đội ngũ tham gia sản xuất cho album Speak Now (Taylor's Version) được điều chỉnh trên ghi chú trên bìa đĩa.
| - Taylor Swift – hát chính (bài 1–22), hát phụ (bài 1–16) - Mike Meadows – đánh guitar (bài 1–16), hát phụ (bài 1–3, 5, 7, 8, 11, 13–16, 18), đàn organ Hammond (bài 1–3, 5, 7, 12, 14, 16), mandolin (bài 2, 3, 6, 7, 12, 16), vỗ (bài 4, 6), đàn organ (bài 4), băng cầm (bài 6), guitar điện (bài 10) - Amos Heller – guitar bass (bài 1–7, 9–16), vỗ (bài 4, 6) - Matt Billingslea – đánh trống, nhạc cụ gõ (bài 1–7, 9–16); vỗ (bài 4, 6), đàn tăng rung (bài 5) - Max Bernstein – guitar điện (bài 1–6, 10–12, 14, 16), synthesizer (bài 1, 5, 7, 11, 14), synth pads (bài 3), đánh guitar (bài 7, 13), dây âm (bài 11), keyboard (bài 15) - Paul Sidoti – guitar trượt (bài 1), guitar điện (bài 2–7, 9–16), đánh guitar (bài 3, 6), ukulele (bài 15) - David Cook – dương cầm (bài 2, 5, 11, 12–14) - Jonathan Yudkin – vĩ cầm (bài 2, 6) - Dàn nhạc Luân Đôn Đương đại – dây âm (bài 3, 9) - Liz Huett – hát phụ (bài 4, 6, 7, 16) - Caitlin Evanson – hát phụ (bài 6, 11, 14) - Christopher Rowe – hát phụ (bài 9, 18, 22) - Brian Pruitt – lập trình trống (bài 10, 13, 14) - Aaron Dessner – đánh guitar, guitar bass, synthesizer (bài 17, 18, 21); guitar điện (bài 17, 18), nhạc cụ gõ (bài 17, 21), dương cầm (bài 18, 21), lập trình trống (bài 21) | - Josh Kaufman – guitar điện, đàn organ (bài 17, 18, 21); dương cầm (bài 17, 21), đánh guitar (bài 17), băng cầm (bài 18); keyboard, synthesizer (bài 21) - Thomas Bartlett – keyboard, dương cầm, synthesizer (bài 17) - Benjamin Lanz – synthesizer (bài 17, 18, 21) - James McAlister – synthesizer (bài 17, 18, 21); đánh trống, nhạc cụ gõ (bài 18, 21); lập trình trống (bài 21) - Joe Russo – đánh trống, nhạc cụ gõ (bài 17) - Patrick Stump – guitar điện, hát phụ (bài 17) - James Krivchenia – đánh trống, nhạc cụ gõ (bài 18 - Jack Antonoff – đánh guitar, guitar bass, guitar điện (bài 19, 20, 22); lập trình nhạc, synthesizer (bài 19, 20); guitar 12 dây, hát phu, keyboard (bài 19); đánh trống, dương cầm (bài 20); Mellotron (bài 22) - Sean Hutchinson – đánh trống, nhạc cụ gõ (bài 19, 20, 22) - Mikey Hart – guitar điện, dương cầm điện tử Wurlitzer (bài 19; synthesizer (bài 19, 20) - Evan Smith – saxophone (bài 19, 20, 22), sáo (bài 20, 22); guitar điện, đàn organ, synthesizer, ukulele (bài 22) - Eric Byers – cello (bài 20) - Bobby Hawk – vĩ cầm (bài 20) - Hayley Williams – hát chính (bài 20) |

| - Randy Merrill – hoàn chỉnh âm thanh - Serban Ghenea – phối khí (bài 1–16, 19, 20, 22) - Jonathan Low – phối khí, lập trình âm thanh (bài 17, 18, 21) - David Payne – lập trình âm thanh (bài 1–16) - Jeremy Murphy – lập trình âm thanh (bài 3, 9, 12) - Aaron Dessner – lập trình âm thanh (bài 17, 18, 21) - David Hart – lập trình âm thanh (bài 19, 20) - Evan Smith – lập trình âm thanh (bài 19, 20, 22) - Jack Antonoff – lập trình âm thanh (bài 19, 20, 22) - Laura Sisk – lập trình âm thanh (bài 19, 20, 22) - Mikey Hart – lập trình âm thanh (bài 19, 20) - Sean Hutchinson – lập trình âm thanh (bài 19, 20, 22) - Eric Byers – lập trình âm thanh (bài 20) - Jon Gautier – lập trình âm thanh (bài 20) | - Bryce Bordone – lập trình phối khí (bài 1–16, 19, 20, 22) - Christopher Rowe – lập trình giọng ca - Taylor York – lập trình giọng ca (bài 20) - Derek Garten – biên tập, lập trình bổ sung (bài 1–16) - Lowell Reynolds – biên tập, trợ lý lập trình (bài 1–16) - Bella Blasko – lập trình bổ sung (bài 17, 18) - Benjamin Lanz – lập trình bổ sung (bài 17, 18) - James McAlister – lập trình bổ sung (bài 17, 18) - Thomas Bartlett – lập trình bổ sung (bài 17) - Patrick Stump – lập trình bổ sung (bài 17) - John Rooney – trợ lý lập trình (bài 19, 20, 22) - Jon Sher – trợ lý lập trình (bài 19, 20, 22) - Megan Searl – trợ lý lập trình (bài 19, 20, 22) |

## Xếp hạng và chứng nhận
| Bảng xếp hạng (2023)                     | Thứ hạng |
| ---------------------------------------- | -------- |
| Album Úc (ARIA)                          | 1        |
| Album Úc (ARIA Country)                  | 1        |
| Album Bỉ (Ultratop Vlaanderen)           | 1        |
| Album Bỉ (Ultratop Wallonie)             | 2        |
| Album Canada (Billboard)                 | 1        |
| Album Cộng hòa Séc (ČNS IFPI)            | 3        |
| Album Đan Mạch (Hitlisten)               | 6        |
| Album Hà Lan (Album Top 100)             | 1        |
| Album Phần Lan (Suomen virallinen lista) | 6        |
| Album Pháp (SNEP)                        | 2        |
| Album Hungaria (MAHASZ)                  | 3        |
| Album Iceland (Plötutíðindi)             | 3        |
| Album Ireland (IRMA)                     | 1        |
| Album Ý (FIMI)                           | 4        |
| Nhật Bản (Oricon Combined Album)         | 38       |
| Nhật Bản (Billboard Hot Album)           | 28       |
| Album Litva (AGATA)                      | 10       |
| Album New Zealand (RMNZ)                 | 1        |
| Album Na Uy (VG-lista)                   | 2        |
| Album Ba Lan (ZPAV)                      | 3        |
| Album Scotland (OCC)                     | 1        |
| Album Slovakia (ČNS IFPI)                | 3        |
| Album Tây Ban Nha (PROMUSICAE)           | 1        |
| Album Thụy Điển (Sverigetopplistan)      | 1        |
| Album Anh Quốc (OCC)                     | 1        |
| Hoa Kỳ Billboard 200                     | 1        |
| Album Hoa Kỳ Top Country (Billboard)     | 1        |

| Quốc gia                                                    | Chứng nhận | Số đơn vị/doanh số chứng nhận |
| ----------------------------------------------------------- | ---------- | ----------------------------- |
| Anh Quốc (BPI)                                              | Bạc        | 60.000‡                       |
| ‡ Chứng nhận dựa theo doanh số tiêu thụ và phát trực tuyến. |            |                               |

## Lịch sử phát hành
| Khu vực  | Ngày phát hành      | Định dạng                                               | Phiên bản        | Hãng đĩa        | Nguồn          |
| -------- | ------------------- | ------------------------------------------------------- | ---------------- | --------------- | -------------- |
| Toàn cầu | 7 tháng 7 năm 2023  | Cassette CD tải kỹ thuật số phát trực tuyến LP đĩa than | Tiêu chuẩn       | Republic        | [ 82 ] [ 112 ] |
| Hoa Kỳ   | 13 tháng 7 năm 2023 | Tải kỹ thuật số                                         | Cao cấp          | Republic        | [ 113 ]        |
| Nhật Bản | 16 tháng 8 năm 2023 | CD                                                      | Tiêu chuẩn       | Universal Japan | [ 114 ]        |
| Nhật Bản | 16 tháng 8 năm 2023 | CD                                                      | Cao cấp Nhật Bản | Universal Japan | [ 115 ]        |